# Giuseppe Nicola Durini
Giuseppe Nicola Durini (Chieti, 25 marzo 1765 – Napoli, 22 ottobre 1845) è stato un politico ed economista italiano.

## Biografia
Nacque a Chieti discendente di famiglia nobile della Lombardia. A Chieti studiò filosofia e matematica. Si laureò a Napoli in Giurisprudenza. 
Nel 1791 tornò a Chieti a seguito della morte del padre. Dopo alcuni anni ricevette in dono dallo zio paterno, Girolamo Durini, il feudo di Bolognano con il titolo di barone. 
Dopo la conquista bonapartiana del Regno di Napoli fu Consigliere d'Intendenza a Chieti e Sottintendente a Vasto dal 1811 al 1820. La sua tenacia e il suo coraggio fecero superare alla città di Vasto l'assalto nel 1814 di sette bande di briganti con circa 2000 uomini, la frana che nel 1816 interessò il costone orientale tra Porta Palazzo e San Michele, e il colera del 1817 che causò la morte di circa 2500 vastesi. Per ringraziamento della vittoria sui briganti ricevette dal sindaco Pietro Muzii, nella seduta consigliare del 24 aprile 1814, la cittadinanza onoraria.. Successivamente fu Sottintendente di Penne e infine Intendente a Teramo.
Nel 1832 si trasferì a Napoli e si dedicò agli studi tecnici sia collaborando a periodici di cultura, sia partecipando all'attività delle Accademie: l'Istituto di Incoraggiamento, L'Accademia delle Scienze, e l'Accademia Pontaniana. La sua produzione saggistica si rivolse ai settori economico, geografico ed agronomico. I periodici che ospitarono i suoi scritti furono: “Il Giornale abruzzese di Scienze Lettere ed Arti”, fondato a Chieti da Pasquale De Virgiliis nel 1836; “Il Progresso”; “Annali Civili del Regno delle Due Sicilie”.
Morì a Napoli il 22 ottobre 1845.

## Opere
Le sue opere più interessanti sono:
- Istruzioni agrarie convenevoli ai contadini di Abruzzo Citeriore, Chieti, Grandoni, 1815
- Discorsi vari del barone Giuseppe N. Durini inseriti nel Progresso, Napoli, Flautina, 1835
- Della possibilità d'un canale che unisca l'Adriatico col Mediterraneo, e del corso da darsi alla strada provinciale dell'Abruzzo Citeriore, in “Il Progresso delle Scienze delle Lettere e delle Arti”, Napoli, 1835°.IV, n.21
- De' vantaggi che sono da sperare dal disseccamento del Fucino per lo ristabilito Emissario, in “Filologia Abruzzese”, Chieti, 1836, a.II
- Industria sullo zolfo e bitume in Abruzzo Citeriore, in “Giornale abruzzese di Scienze Lettere ed Arti”, Chieti, 1837, a.IV, n.10
- Del rendere più fertili le terre degli Abruzzi, in “Giornale abruzzese di Scienze Lettere ed Arti”, Napoli, 1839, nn.29 e 30
- Memoria sul calcolo economico, in “Atti del Real Istituto d'Incoraggiamento alle Scienze naturali, Napoli, 1840
- Delle fosse da conservar grano usate nel Regno di Napoli, Napoli, 1841